# Терм (Од)
Терм (фр. Termes) — коммуна во Франции, находится в регионе Лангедок — Руссильон. Департамент коммуны — Од. Входит в состав кантона Мутуме. Округ коммуны — Каркасон.
Код INSEE коммуны — 11388.

## Население
Население коммуны на 2008 год составляло 53 человека.
| 1962 | 1968 | 1975 | 1982 | 1990 | 1999 | 2008 |
| ---- | ---- | ---- | ---- | ---- | ---- | ---- |
| 70   | 53   | 45   | 50   | 43   | 52   | 53   |

## Экономика
В 2007 году среди 43 человек в трудоспособном возрасте (15—64 лет) 24 были экономически активными, 19 — неактивными (показатель активности — 55,8 %, в 1999 году было 53,3 %). Из 24 активных работали 21 человек (10 мужчин и 11 женщин), безработных было 3 (2 мужчин и 1 женщина). Среди 19 неактивных 8 человек были учащимися или студентами, 4 — пенсионерами, 7 были неактивными по другим причинам.

## Достопримечательности
- Замок Терм, исторический памятник с 1989 года.
- Церковь Нотр-Дам. Построена в конце XII века, отреставрирована в XIX веке. Указом от 25 июня 1951 года включена в список исторических памятников.

## Фотогалерея

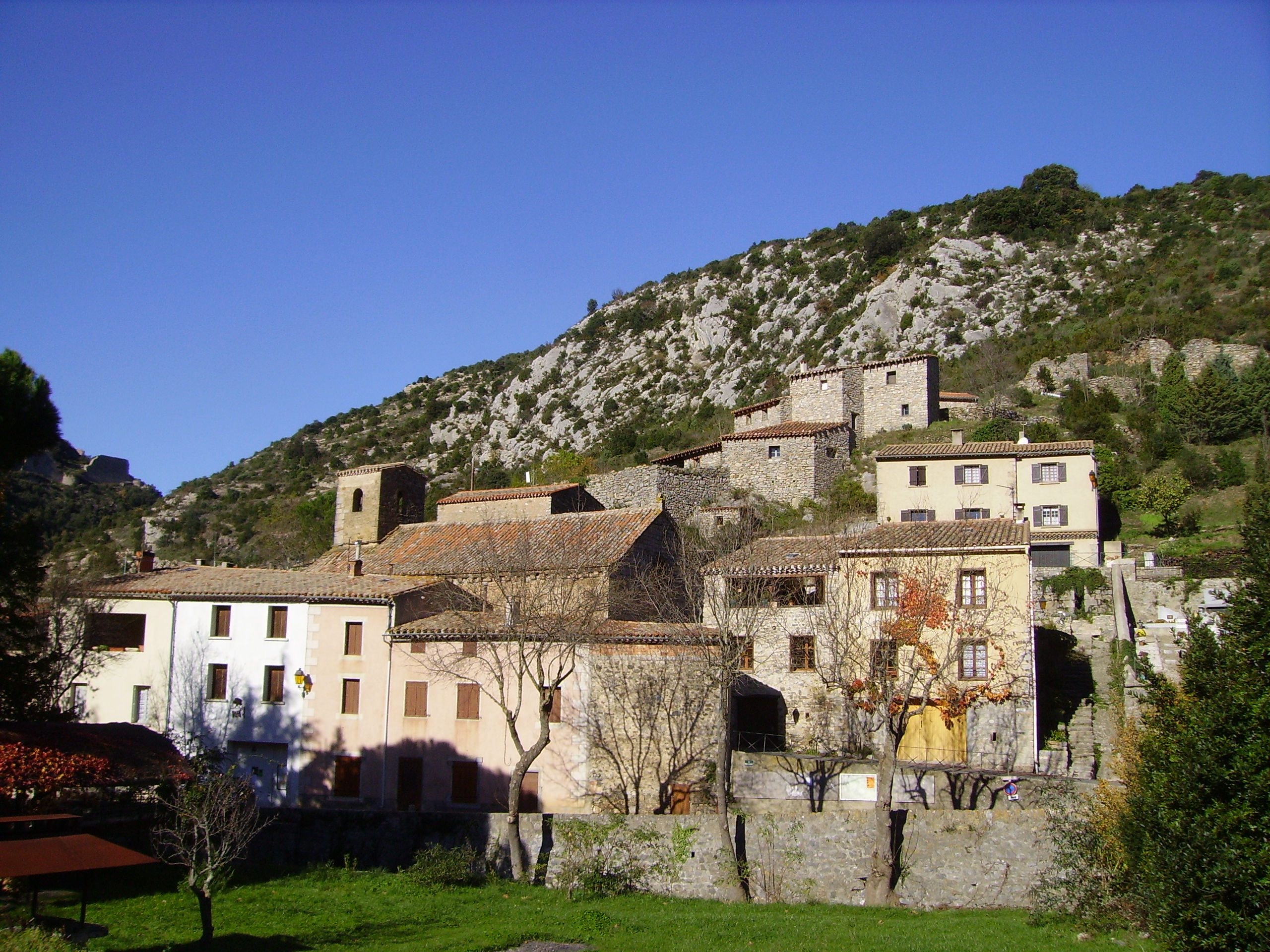
Терм
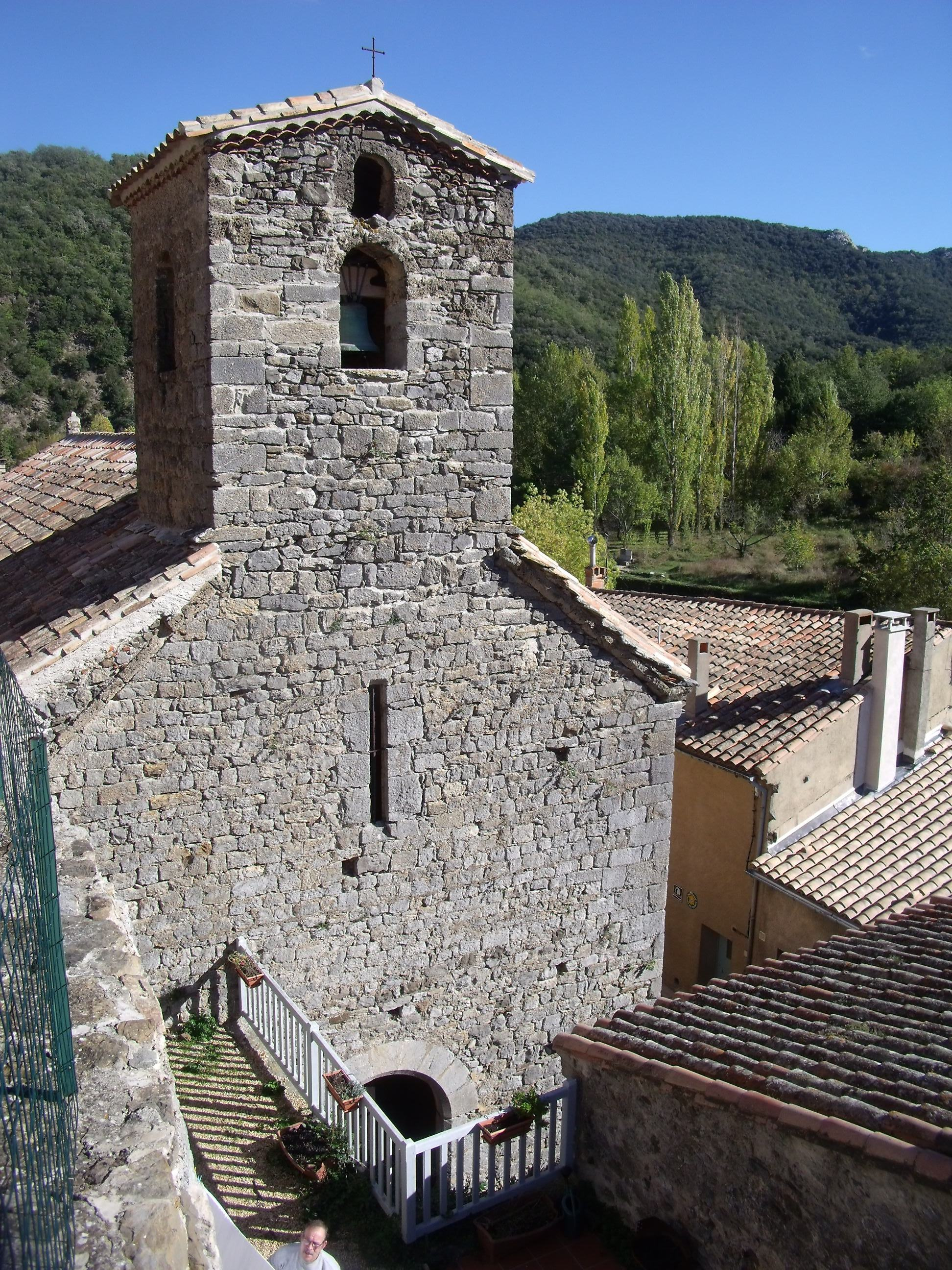
Церковь Нотр-Дам
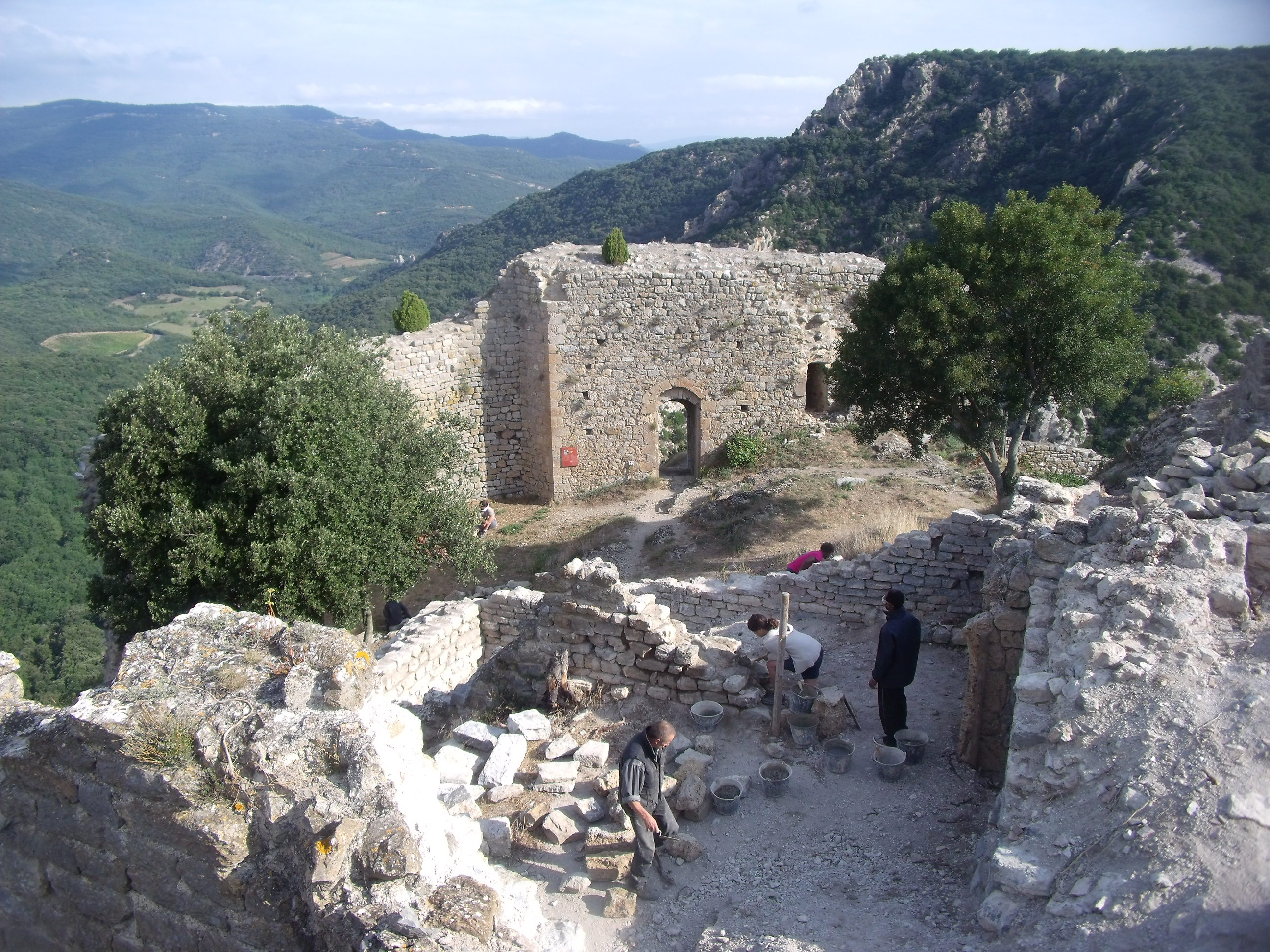
Раскопки в замке Терм